# Thomas Farkas
Thomas Farkas (Budapest, 17 de octubre de 1924 - São Paulo, 25 de marzo de 2011) fue un conocido fotógrafo y productor cinamatográfico brasileño de origen húngaro. Es uno de los pioneros de la fotografía moderna en Brasil.

## Biografía
Aunque nacido en Hungría, Farkas se crio en São Paulo, a donde sus padres emigraron en el año 1930, cuando tenía menos de 7 años. Su padre, Desiderio Farkas, fue socio fundador de la empresa Fotoptica, la cual llegaría a dirigir.
Estudió ingeniería en la Universidad de São Paulo, pero su vida profesional terminaría decantándose por la fotografía, principalmente debido a que desde muy joven ya se involucró activamente en esta afición, inicialmente en el comercio de su padre. Posteriormente fue uno de los fotógrafos más activos del Foto Cine Club Bandeirante, al que se adhirió con tan sólo 18 años, en 1942, dos años después de su formación.
Durante la dictadura de la década de los 60 en su país se involucró en la realización de documentales, con su enfoque humanista.

## Obra
En 1968 se embarca, con un grupo de fotógrafos y cineastas, en un viaje por su país para documentar las tradiciones de éste. 
Entre su obra destaca la documentación de la inauguración de la ciudad de Brasilia. En el año 1979 creó en São Paulo la Galería Fotoptica, destinada exclusivamente a la exposición de obra fotográfica.
Dedicó una parte importante de su carrera a la formación, como profesor de fotografía, fotoperiodismo y cine en la Escuela de Comunicación y Artes de la Universidade de São Paulo. También fue prodcutor de documentales, entre los que destacan Brasil Verdade y Coronel Delmiro Gouveia.

## Exposiciones (selección)
- 1949. Moma de Nueva York, que adquiere imágenes para su colección permanente.[4]
- 2009. Galería Zoom de Paraty.
- 2014. Thomas Farkas: una antología personas (retrospectiva). Instituto Moreira Salles de São Paulo[5]

## Libros
- 2006. Notas de viaje, Editorial Cosac Naify[6]